# Центральний район (Сімферополь)
Центральний район (крим. Tsentr rayonı) — адміністративний район міста Сімферополя.
Займає центральну та південну частини міста. Історичний, культурний та промисловий центр міста. На території району розташовується Верховна Рада Автономної Республіки Крим та Рада міністрів.
Входить у виборчий округ № 1.
Вперше з'явився перед Другою світовою війною під назвою Міський район, у 1948 році ділення міста на райони було скасоване, у 1951 році район повернули, але вже у 1953 році райони знову були скасовані.
З 1965 року приймається сучасне районування та з'являється сучасний Центральний район.

## Основні магістралі
Через складний рельєф територію району роз'єднано. Його скелет утворює кілька довгих і важливих вулиць:
- Севастопольська вулиця, що зв'язує Центр з південним заходом
- Вулиці Російська та 60-років Жовтня, що йдуть паралельно Севастопольській
- Вулиця Балаклавська, що веде до мікрорайону Пневматика
- Вулиця Крилова, що з'єднує парк Треньова з Петрівською балкою.

## Місцевості
- Ак-Мечеть
- Анатра (частково)
- Базарна площа
- Бор-Чокрак (Заводське)
- Казанська слобідка
- Курцівська балка
- Новий Бор-Чокрак (Фонтани)
- Новомиколаївка
- Новороманівка
- Петрівська балка (частково)
- Пневматика
- Район 60-річчя Жовтня
- Робоче селище
- Старе місто (частково)
- Центр (частково)
- Циганська слобідка
- Чумакарська балка